# Enchelycore
Enchelycore és un gènere de peixos morena de la família Muraenidae.

## Taxonomia
- Enchelycore anatina (R. T. Lowe, 1838)
- Enchelycore bayeri (L. P. Schultz, 1953)
- Enchelycore bikiniensis (L. P. Schultz, 1953)
- Enchelycore carychroa J. E. Böhlke i E. B. Böhlke, 1976
- Enchelycore kamara J. E. Böhlke i E. B. Böhlke, 1980
- Enchelycore lichenosa (D. S. Jordan i Snyder, 1901)
- Enchelycore nigricans (Bonnaterre, 1788)
- Enchelycore nycturanus D. G. Smith, 2002
- Enchelycore octaviana (G. S. Myers i Wade, 1941)
- Enchelycore pardalis (Temminck i Schlegel, 1846)
- Enchelycore ramosa (Griffin, 1926)
- Enchelycore schismatorhynchus (Bleeker, 1853)